# Nonaspe
Nonaspe is een gemeente in de Spaanse provincie Zaragoza in de regio Aragón met een oppervlakte van 112 km². Nonaspe telt 992 inwoners (1 januari 2016).